# One More Try
"One More Try" é o terceiro single do álbum Time After Time, lançado pelo cantor de música pop e freestyle Timmy T em 1990. É a canção de maior sucesso lançado por Timmy T até hoje, alcançando o primeiro lugar da Billboard Hot 100 em 23 de Março de 1991, alem de entrar no Top 10 nas paradas musicais do Canadá, Alemanha, Países Baixos e Suécia. A canção foi escrita e produzida por Timmy T, que estava inspirado em criar a canção após terminar com sua namorada.

## Faixas
7" single
| N.º | Título           | Duração |  |
| 1.  | "One More Try"   | 3:28    |  |
| 2.  | "What Will I Do" | 3:36    |  |

Estados Unidos 12" single
| N.º | Título                                | Duração |  |
| 1.  | "One More Try" (Radio Version Vocal)  | 3:28    |  |
| 2.  | "One More Try" (Instrumental Version) | 4:17    |  |
| 3.  | "One More Try" (Original Version)     | 5:18    |  |

Alemanha CD Maxi-single
| N.º | Título                        | Duração |  |
| 1.  | "One More Try"                | 3:30    |  |
| 2.  | "What Will I Do"              | 3:39    |  |
| 3.  | "One More Try" (Slow Version) | 5:15    |  |

## Desempenho nas paradas musicais
| Parada musical (1991)               | Melhor posição |
| ----------------------------------- | -------------- |
| Alemanha (Germany Top 100 Singles)  | 8              |
| Austrália (ARIA Charts)             | 36             |
| Áustria (Ö3 Austria Top 40)         | 12             |
| Canadá (RPM Adult Contemporary)     | 4              |
| Canadá (RPM Top 100 Singles)        | 7              |
| Estados Unidos (Adult Contemporary) | 4              |
| Estados Unidos (Billboard Hot 100)  | 1              |
| Japão (Oricon)                      | 73             |
| Nova Zelândia (RIANZ)               | 32             |
| Países Baixos (Dutch Top 40)        | 2              |
| Reino Unido (UK Singles Chart)      | 97             |
| Suécia (Sverigetopplistan)          | 5              |
| Suíça (Schweizer Hitparade)         | 16             |

| Parada de fim de ano (1991)                    | Melhor posição |
| ---------------------------------------------- | -------------- |
| Alemanha (Germany Top 100 Singles)             | 56             |
| Canadá (RPM Adult Contemporary Tracks of 1991) | 45             |
| Canadá (RPM Top 100 Hit Tracks of 1991)        | 66             |
| Estados Unidos (Billboard Hot 100)             | 5              |
| Países Baixos (Dutch Top 40)                   | 10             |

## Certificações
| País                  | Certificação | Data                | Vendas certificadas |
| --------------------- | ------------ | ------------------- | ------------------- |
| Estados Unidos - RIAA | Platina      | 12 de Abril de 1991 | 1,000,000           |